# Lauro Góes
Antônio Lauro de Oliveira Góes (Rio de Janeiro, 8 de dezembro de 1944) é um ator brasileiro.

## Biografia
Professor de Letras e de Artes Cênicas da Universidade Federal do Rio de Janeiro (UFRJ). Atuou em mais de 20 espetáculos teatrais, 25 novelas e o filme "Ici peut-être", dirigido por Gérard Chouchan, exibido televisivo na TV francesa Chaìne Deux em 1974.

## Filmografia

### Televisão
| Ano  | Título                   | Personagem           | Notas                                                 |
| ---- | ------------------------ | -------------------- | ----------------------------------------------------- |
| 2010 | Passione                 | Senhor               | Participação Especial                                 |
| 2008 | Ciranda de Pedra         | Delegado Arantes     |                                                       |
| 2007 | Paraíso Tropical         | Paulo                |                                                       |
| 2006 | Bicho do Mato            | Adamastor            |                                                       |
| 2006 | JK                       | Olavo Drummond       |                                                       |
| 2006 | Páginas da Vida          | Executivo            | Participação especial                                 |
| 2005 | A Lua Me Disse           | Inácio               |                                                       |
| 2004 | Começar de Novo          | Romualdo             |                                                       |
| 2004 | Chocolate com Pimenta    | Leonardo Albuquerque |                                                       |
| 2004 | Senhora do Destino       | Dr. Virgílio         |                                                       |
| 2002 | Coração de Estudante     | Médico               |                                                       |
| 1999 | Chiquinha Gonzaga        | Viton                |                                                       |
| 1996 | O Campeão                | Zé Eduardo           |                                                       |
| 1995 | História de Amor         | Médico               |                                                       |
| 1995 | A Próxima Vítima         | —                    |                                                       |
| 1995 | Você Decide              | —                    | Episódio: "Perigo Ambulante"                          |
| 1994 | Você Decide              | Fábio                | Episódio: "O preço do amor"                           |
| 1994 | Pátria Minha             | —                    |                                                       |
| 1993 | Guerra sem Fim           | Gerente              |                                                       |
| 1991 | Na Rede de Intrigas      | Mané                 |                                                       |
| 1991 | Salomé                   | —                    |                                                       |
| 1985 | Caso Verdade             | Carlos               | Episódio: "Conflitos"                                 |
| 1984 | Caso Verdade             | Renato               | Episódio: "A Palavra de Maria"                        |
| 1984 | Vereda Tropical          | Cassiano Gustavo     |                                                       |
| 1983 | Em Cena, o Autor         | Apresentador         |                                                       |
| 1982 | Caso Verdade             | Walter               | Episódio: "Gorda Sim, Por Que Não?"                   |
| 1982 | Elas por Elas            | Ivo de Camargo       |                                                       |
| 1982 | Sítio do Picapau Amarelo | João                 | Episódio: "A Bela e a Fera"                           |
| 1979 | Sítio do Picapau Amarelo | Dom Lourenço         | Episódio: "Dom Quixote, o Cavaleiro da Triste Figura" |
| 1979 | Nossa Terra, Nossa Gente | Apresentador         |                                                       |
| 1978 | Gina                     | Zeca                 |                                                       |
| 1978 | O Pulo do Gato           | Ricardo              |                                                       |
| 1977 | Nina                     | Clemente             |                                                       |
| 1977 | À Sombra dos Laranjais   | Cláudio Lemos        |                                                       |
| 1976 | O Feijão e o Sonho       | Rubinho              |                                                       |
| 1975 | Pecado Capital           | Virgílio Lisboa      |                                                       |
| 1974 | Ici, Peut-être           | Jovem                | Telefilme francês                                     |

### Cinema
| Ano  | Título                         | Personagem   |
| ---- | ------------------------------ | ------------ |
| 1982 | Os Paspalhões em Pinóquio 2000 | —            |
| 1973 | Vai Trabalhar, Vagabundo!      | Jovem no bar |

## Teatro[6]
- 2024 - Toulouse: Meu Lugar É Aqui, Montmartre[7]
- 2013 - Um Inimigo do Povo
- 2009 - Carla Faour: A Arte de Escutar
- 2007/2008 - Assim É, Se Lhe Parece
- 2007 - Flores de Sombra
- 2005 - A Megera Domada
- 2004 - O Anjo de Sorocaba
- 2004 - A Tragicomédia de Beckett
- 2003 - Até o Santo Perdeu Cabeça
- 2002 - Loucos para Amar
- 2001 - Oscar Wilde, Rogai por Nós
- 2000 - Perfume Francês
- 1998 - Além da Vida
- 1996 - Roberto Zucco
- 1996 - Feminino / Masculino
- 1995 - O Vento e as Cinzas
- 1994 - Eu Conto o Caso Como o Caso Foi
- 1994 - O Rio de Janeiro Continua Lendo
- 1994 - Paixão de Ler
- 1991 - A Farsa da Esposa Perfeita
- 1991 - Eu Profundo e Outros Eus
- 1989 - Tamen: A Revolução
- 1988 - Cenas do Macartismo
- 1987 - Auto da Paixão de Cristo
- 1987 - Nossa Senhora das Flores
- 1987 - O Judeu
- 1986 - Eric Bentley
- 1986 - A Luz de Andaluzia
- 1986 - Mariana Pineda
- 1985 - Astrofolia
- 1985 - Fedra
- 1985 - O Berço do Herói
- 1985 - Uma Palavra por Outra
- 1985 - Astrofolias
- 1984 - Galvez, o Imperador do Acre
- 1984 - Tragédia Brasileira
- 1983 - A Incrível Viagem
- 1983 - A Vida Como Ela É
- 1982 - Caso do Vestido
- 1980 - Passageiros da Estrela
- 1980 - Anabella, Anabella, Meu Filho
- 1976 - O Sapateiro do Rei
- 1975 - Os Malefícios do Tabaco
- 1974 - Le Petit Prince
- 1973 - Lysis
- 1973 - As Moscas
- 1972 - Por Mares Nunca De Antes Navegados - Elegia a Camões
- 1971/1972 - Zartan, o Rei das Selvas
- 1971 - As Aventuras do Pequeno Polegar
- 1970 - Robin Hood
- 1968 - Bombonzinho
- 1966 - Capitães da Areia
- 1966 - Pasárgada
- 1966 - Rasto Atrás
- 1965 - Ciência Física e as Matemáticas da Vida